# Ilga Kreituse
Ilga Kreituse (née Grava, le 5 juillet 1952) est une femme politique, historienne et ancienne présidente de la Saeima lettone.

## Biographie
Kreituse naît à Tērvete et vit avec sa famille, avant de déménager à Jūrmala. En 1970, elle est diplômée de l'école secondaire n° 3 de Jurmala. De 1972 à 1977, elle étudie à la Faculté d'histoire et de philosophie de l'Université de Lettonie. De 1977 à 1980, elle fait des études de troisième cycle à l'Université d'État de Moscou. En 1982, elle quitte l'université après avoir soutenu sa thèse sur « l'utilisation des méthodes mathématiques en sciences historiques ». De retour en Lettonie, elle travaille à la Faculté d'histoire et de philosophie, à l'Institut d'histoire du Parti et à l'Académie des sciences de Lettonie. Elle travaille également comme enseignante au gymnase d'État n° 1 de Riga.
Elle est élue à la 5e Saeima en tant que membre du Parti du centre démocratique. Après la fusion du Parti du centre démocratique de Lettonie et en tant que partie du Parti démocratique « Saimnieks » lors des 6e élections de la Saeima. Elle est ensuite élue présidente de la Saeima le 7 novembre 1995, et reste en fonction jusqu'à sa démission le 26 septembre 1996. La même année, elle se présente à l'élection présidentielle et arrive en deuxième position après la réélection de Guntis Ulmanis. En septembre 1996, il démissionne de la faction DPS, mais continue à travailler à la 6e Saeima en tant que membre indépendant.
Après la scission du Parti démocrate « Saimnieks », elle et son second mari Aivars Kreituss, deviennent les dirigeants du Parti travailliste nouvellement formé. Lors des 7e élections législatives de 1998, Kreituse se présente sur la liste commune du Parti travailliste, du Parti vert letton et de l'Union chrétienne-démocrate, qui n'obtient pas d'élus à la Saeima. Elle est élue au conseil municipal de Riga en 2001, mais démissionne en faveur de Kreituss à la tête du conseil. Aux 9e élections législatives, elle participe, avec le Parti travailliste, à la liste du Parti social-démocrate des travailleurs de Lettonie, qui ne passe pas la barre des 5 %.